# Lijst van voetbalinterlands Polen - Tsjechië
Deze lijst van voetbalinterlands is een overzicht van alle officiële voetbalwedstrijden tussen de nationale teams van Polen en Tsjechië. De buurlanden speelden tot op heden tien keer tegen elkaar. Het eerste duel, een vriendschappelijke wedstrijd, werd gespeeld in Ostrava op 12 maart 1997. De laatste ontmoeting, een kwalificatiewedstrijd voor het Europees kampioenschap voetbal 2024, vond plaats op 17 november 2023 in Warschau.

## Wedstrijden
| №  | Plaats   | Datum            | Competitie           | Wedstrijd        | Uitslag |
| -- | -------- | ---------------- | -------------------- | ---------------- | ------- |
| 1  | Ostrava  | 12 maart 1997    | Vriendschappelijk    | Tsjechië – Polen | 2 – 1   |
| 2  | Warschau | 28 april 1999    | Vriendschappelijk    | Polen – Tsjechië | 2 – 1   |
| 3  | Larnaca  | 6 februari 2008  | Vriendschappelijk    | Polen – Tsjechië | 2 – 0   |
| 4  | Chorzów  | 11 oktober 2008  | WK 2010 kwalificatie | Polen – Tsjechië | 2 – 1   |
| 5  | Praag    | 10 oktober 2009  | WK 2010 kwalificatie | Tsjechië – Polen | 2 – 0   |
| 6  | Wrocław  | 16 juni 2012     | EK 2012              | Tsjechië – Polen | 1 – 0   |
| 7  | Wrocław  | 17 november 2015 | Vriendschappelijk    | Polen – Tsjechië | 3 – 1   |
| 8  | Gdańsk   | 15 november 2018 | Vriendschappelijk    | Polen – Tsjechië | 0 – 1   |
| 9  | Praag    | 24 maart 2023    | EK 2024 kwalificatie | Tsjechië − Polen | 3 − 1   |
| 10 | Warschau | 17 november 2023 | EK 2024 kwalificatie | Polen − Tsjechië | 1 − 1   |

## Samenvatting
| Competitie        | Totaal gespeeld | Winst Polen | Gelijk | Winst Tsjechië | Doelsaldo Polen – Tsjechië |
| ----------------- | --------------- | ----------- | ------ | -------------- | -------------------------- |
| WK-kwalificatie   | 2               | 1           | 0      | 1              | 2 − 3                      |
| EK-eindronde      | 1               | 0           | 0      | 1              | 0 − 1                      |
| EK-kwalificatie   | 2               | 0           | 1      | 1              | 2 − 4                      |
| Vriendschappelijk | 5               | 3           | 0      | 2              | 7 − 6                      |
| Totaal            | 10              | 4           | 1      | 5              | 11 − 14                    |

## Details

### Vijfde ontmoeting
| Tsjechië                            | 2 – 0 | Polen |
| Tomáš Necid 51' Jaroslav Plašil 72' | goals |       |

### Zesde ontmoeting
| Tsjechië | 1 – 0        | Polen |
| Petr Jiráček 72' | goals        | |
| Michal Bílek | bondscoach   | Franciszek Smuda |
| Petr Čech David Limberský Michal Kadlec Tomáš Sivok Theodor Gebre Selassie Jaroslav Plašil Tomáš Hübschman Václav Pilař 88' Daniel Kolář Petr Jiráček 84' Milan Baroš 90+1' | opstellingen | Przemyslaw Tyton Sebastian Boenisch Damien Perquis Marcin Wasilewski Lukasz Piszczek 56' Eugen Polanski Dariusz Dudka Ludovic Obraniak 73' Rafal Murawski Jakub Blaszczykowski Robert Lewandowski |
| František Rajtoral 84' Jan Rezek 88' Tomáš Pekhart 90+1' | wissels      | 56' Kamil Grosicki 73' Adrian Mierzejewski |
| David Limberský 12' Jaroslav Plašil 87' Tomáš Pekhart 90+4' | gele kaarten | 22' Rafal Murawski 48' Eugen Polanski 61' Marcin Wasilewski 88' Jakub Blaszczykowski 90' Damien Perquis                                                                                           |